# Chloormonofluoride
Chloormonofluoride is een interhalogeenverbinding met als brutoformule ClF. Bij kamertemperatuur is het een kleurloos gas dat ook bij hogere temperaturen nog stabiel is. Afgekoeld tot −100°C condenseert chloormonofluoride tot een lichtgele vloeistof. Veel eigenschappen ervan liggen tussen die van de beide halogenen in waaruit het is opgebouwd: dichloor en difluor.

## Synthese
Chloormonofluoride kan bereid worden door de reactie tussen chloorgas en fluorgas bij 250°C, in aanwezigheid van koper:
{\displaystyle {\ce {Cl2 + F2 -> 2ClF}}}
Een alternatieve, industrieel toegepaste methode is de reductie van chloortrifluoride met chloorgas:
{\displaystyle {\ce {ClF3 + Cl2 -> 3ClF}}}

## Eigenschappen en reacties
Chloormonofluoride is een veelzijdige, doch zeer reactieve verbinding, die metalen en niet-metalen omzet in hun overeenkomstige fluoriden. Daarbij komt chloorgas vrij. Voorbeelden zijn de vorming van wolfraamhexafluoride en seleentetrafluoride uit de respectievelijke elementen:
{\displaystyle {\ce {W + 6ClF -> WF6 + 3Cl2}}}
{\displaystyle {\ce {Se + 4ClF -> SeF4 + 2Cl2}}}
Chloormonofluoride reageert met metaalchloriden onder vorming van fluoriden en chloorgas:
{\displaystyle {\ce {NaCl + ClF -> NaF + Cl2}}}
Door reactie met halogenen kunnen andere interhalogeenverbindingen gevormd worden. Zo kan dibroom omgezet worden tot broomtrifluoride:
{\displaystyle {\ce {Br2 + 6ClF -> 2BrF3 + 3Cl2}}}
De reactie met koolstofmonoxide leidt tot vorming van carbonylchloorfluoride, dat structureel verwant is met fosgeen.
{\displaystyle {\ce {CO + ClF -> O=CClF}}}
Onder hoge druk en bij 200°С worden met fluoriden van cesium, rubidium en kalium fluorhypochlorieten gevormd:
{\displaystyle {\ce {CsF + ClF -> CsClF2}}}

### Oxiderende eigenschappen
Aangezien het chlooratoom in chloormonofluoride zich in de oxidatietoestand +I bevindt is het een sterke oxidator. Het reageert met water onder vrijkomen van zuurstofgas, chloorgas en waterstoffluoride:
{\displaystyle {\ce {4ClF + 2H2O -> O2 + 2Cl2 + 4HF}}}
Bij verhitting reageert het heftig met waterstofgas. Bij deze reactie komen zowel waterstoffluoride als waterstofchloride vrij, beiden erg corrosieve en gevaarlijke stoffen:
{\displaystyle {\ce {ClF + H2 -> HF + HCl}}}

### Polymerisatie
Ongewone polymere verbindingen van fluor, chloor en zuurstof met een violette kleur worden verkregen bij de reactie van ClF en dizuurstofdifluoride:
{\displaystyle {\ce {nClF + nO2F2 -> (F3ClO2)n}}}

## Toepassingen
Chloormonofluoride vindt toepassing als fluoreringsmiddel en chloreringsmiddel in de organische synthese.
Een belangrijke industriële toepassing is in de verwerking en verrijking van uranium via het overeenkomstig hexafluoride:
{\displaystyle {\ce {UO2F2 + 4ClF -> UF6 + O2 + 2Cl2}}}